# F Communications
F Communications, también conocido como F Com, fue un sello discográfico francés que tenía su sede en París . Su actividad principal tuvo lugar entre 1994 y 2008 cuando editó 261 referencias entre discos compactos y vinilos de música electrónica .

## Historia
En 1991 Eric Morand, director creativo del sello FNAC Music-Dance Division, y el pionero de la música electrónica Laurent Garnier comenzaron a colaborar y publicar las primeras grabaciones de Garnier. F Communications surgió por iniciativa conjunta de ambos en abril de 1994 bajo el lema "Electronic with no limit" ("Electrónica sin límites").
Las claves de su trabajo al frente del nuevo sello, y una de sus señas de identidad más icónicas, fueron dos: la exploración para localizar nuevos talentos artísticos y la experimentación e innovación en formatos de música electrónica. Todo ello sin ceñirse a los requisitos de los sellos discográficos convencionales. 
Sus primeros fichajes, además de Garnier, fueron Ludovic Navarre, Schazz y Scan X, todos ellos procedentes de FNAC Music-Dance Division. Posteriormente se sumaron artistas como Avril, Jori Hulkkonen o Aqua Bassino .
El mismo año de su fundación vieron la luz dos de las grabaciones más importantes del sello: Shot in the dark de Laurent Garnier y Boulevard de Saint Germain. Ambas demostraron que, además de escuchar canciones en clubs, existía un público que deseaba comprar esas grabaciones para escucharlas en casa. Su éxito comercial puso en el mapa internacional a F Communications con la seña de identidad de sello innovador. También logró catapultar y dar trascendencia a sus integrantes. Algunos de sus discos más exitosos en sus catorce años de actividad fueron Flat beat de Mr. Oizo (1999), Newcomer de Llorca (2002) y Come with me de Alexkid (2002).
El 21 de noviembre de 2008 F Communications anunció en redes sociales y en su web que su actividad como editora de nuevos discos se paralizaba. En una decisión atribuida a Eric Morand, y acordada con Laurent Garnier, Morand afirmaba que, después de 15 años al frente del sello como productor y director artístico, había llegado el momento de afrontar nuevos desafíos . Los responsables del sello indicaron su intención de mantener viva la actividad de la discográfica, reeditando el catálogo ya editado, pero renunciando a editar nuevas referencias. No obstante en marzo de 2015 Laurent Garnier publicó en la discográfica una caja recopilatoria, The Home Box, un cuádruple vinilo con un disco compacto adicional .

## Artistas
- Alexkid
- Aqua Bassino
- Avril
- Del Dongo
- Elegia
- Fabrice Lig aka Soul Designer
- Frederic Galliano
- Gong Gong
- Jay Alansky aka A Reminiscent Drive
- Jori Hulkkonen
- Juantrip
- Laurent Garnier
- Llorca
- Ludovic Navarre aka Saint Germain
- Maxence Cyrin
- Mr. Oizo
- Nova Nova
- Readymade FC
- Sao Paris
- Scan X
- The Youngsters
- Think Twice